# Frits Goodings
Frits Goodings (Paramaribo, 10 oktober 1963 - nabij Zanderij, 7 juni 1989) was een Surinaams-Nederlandse voetballer die op 7 juni 1989 met het Kleurrijk Elftal afreisde naar Suriname om daar een aantal vriendschappelijke wedstrijden te spelen. Hij kwam bij vliegveld Zanderij samen met 13 teamgenoten en coach Nick Stienstra om het leven tijdens de SLM-ramp. Hij speelde in zijn carrière in de jeugd van FC Utrecht (samen met Edu Nandlal) en bij FC Wageningen. Frits Goodings werd 25 jaar en liet z'n verloofde en hun dochter van 2 jaar achter.